# Elecske
Elecske (szlovákul Alekšince, németül Alaxinetz) község Szlovákiában, a Nyitrai kerületben, a Nyitrai járásban.

## Fekvése
Nyitrától 12 km-re nyugat-északnyugatra, az Andacs-patak partján fekszik. A patakot 1942-ben felhasználták halastavak létesítésére.

## Élővilága

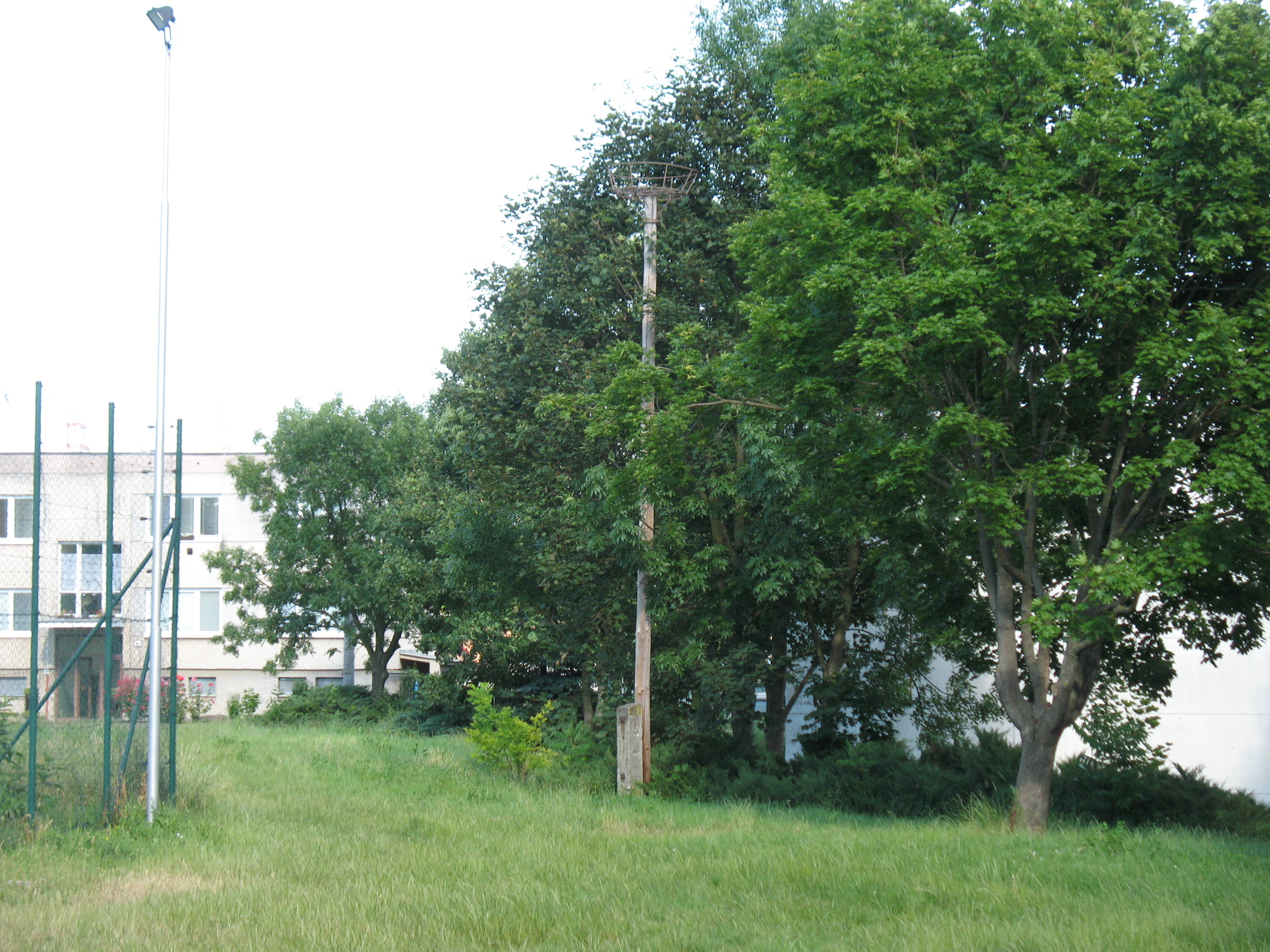
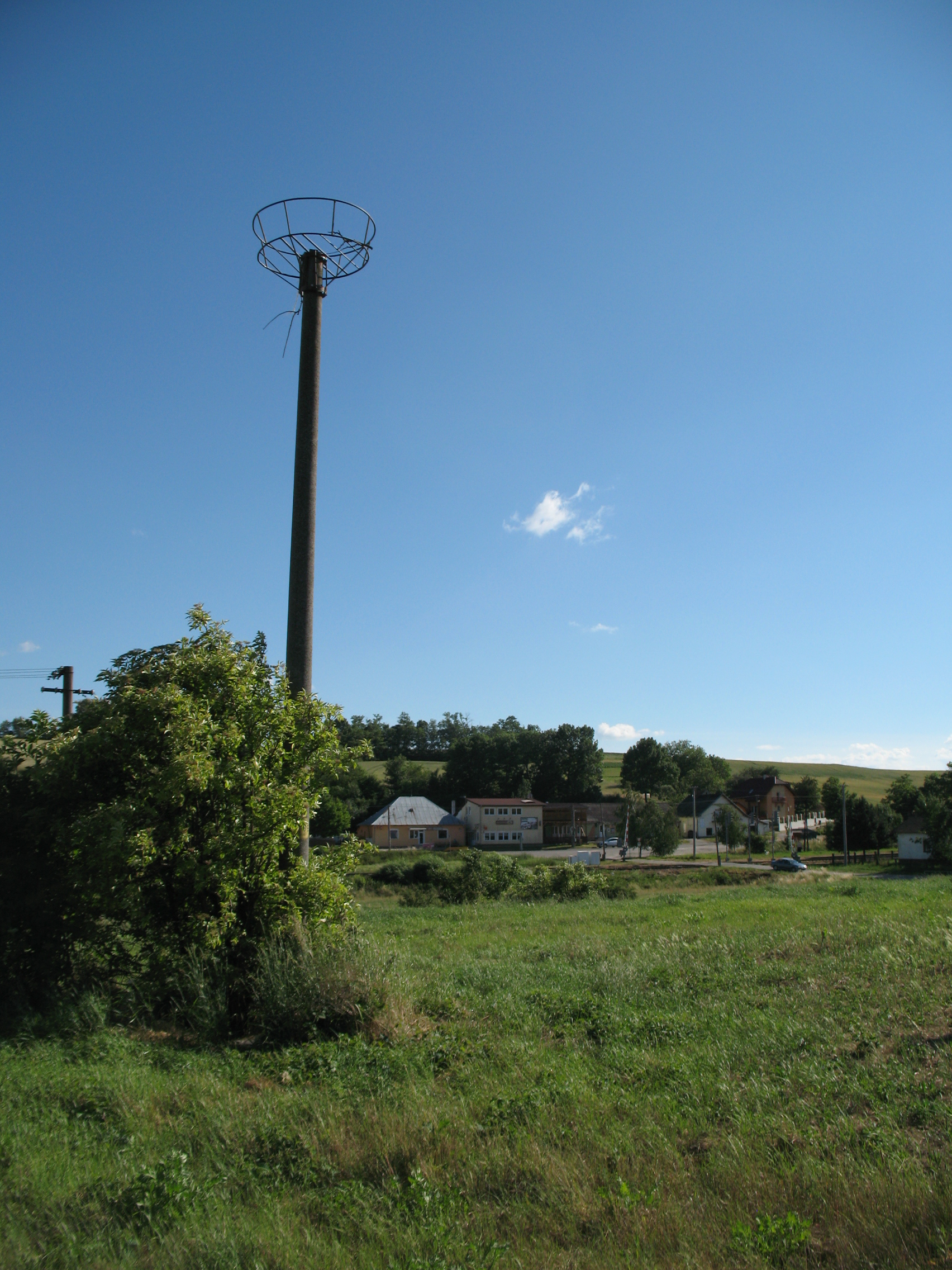
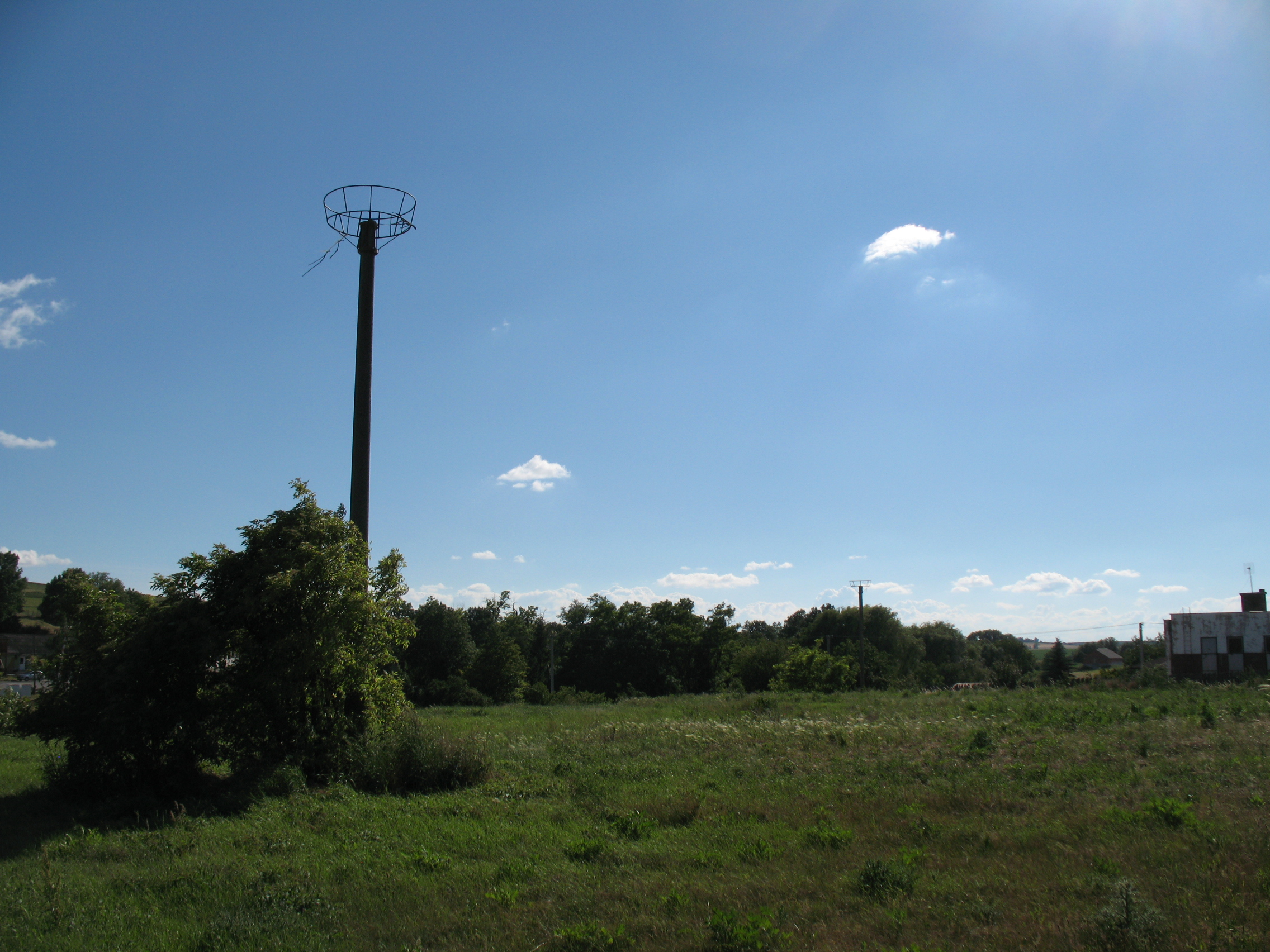
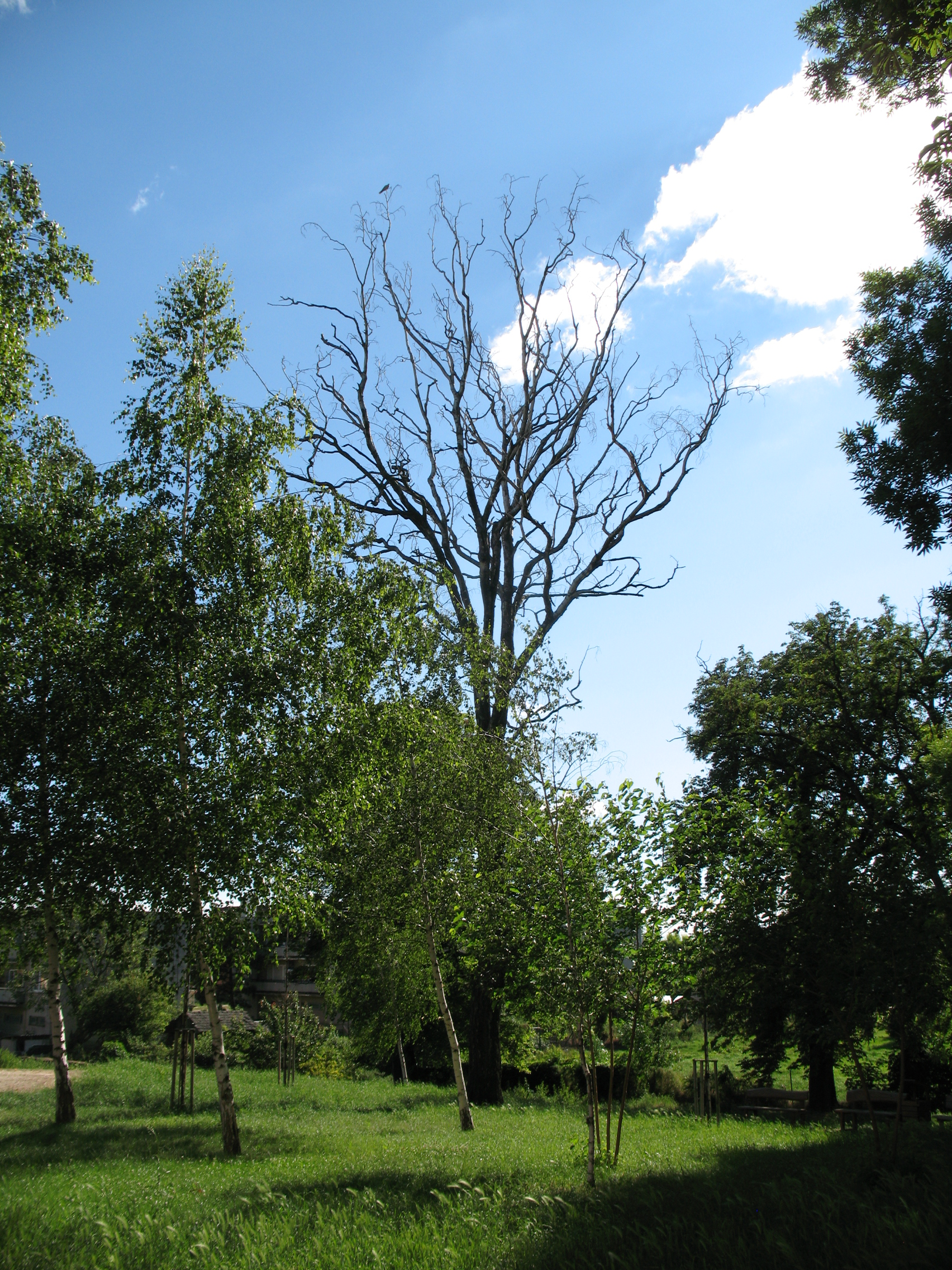

Elecskén több gólyafészket is nyilvántartanak. Az egyetlen fészek, amelyben volt költés (a kastélyon) megszűnt. A faluban további alátétek találhatóak, fészkelésről azonban sajnos nincs adat.

## Története
A paleolitikum időszakából kerültek elő leletek a Lipótvár-Üzbég vasútvonal építése során.[forrás?] 1976-ban és 1981-ben 9-10. századi cserepekre leltek a falu délnyugati részén. 1943-ban amatőr ásatás során került elő a templom körüli temető négy, 12-13. századi sírja.
1156-ban "villa Alexu" alakban említik először. Neve a latin Alexius névből származik. 1275-ben, IV. Kun László oklevelében Elecske birtokosaként a tatárjáráskor Densa nyitrai lovag van feltüntetve. Ekkor récsényi lovagok szerzik meg a falut. 1373-ban Eleccsy formában birtokügyi iratban szerepel.
Az 1440-es években az Elecskei (Katona) család birtokában van Beregszeg és Récsény falvakkal, továbbá Kysethey (Kiselekcse puszta) prédiummal egyetemben. 1531-ben felégették. 1575-ben a nyitraivánkai Illmériek eltiltották Illméri Benedeket Bessenyő eladásától, melyet állítólag még Mátyás királytól kaptak adományba. 1598-ban 45 háztartása volt. 1601-ben a krími tatár had felégeti. 1664-ben az érsekújvári ejáletnek hódolt.
1715-ben 13 lakott háza van. 1729-ből ismert pecsétje Szent Anna alakjával, mely a mai címer elkészültéhez szolgált alapul a szent atribútumaival. 1736-1889 között a falu egy része az Ocskay család tulajdona. 1771-ben Zattyko János volt a falu bírája. Az 1778-1779-es nemességvizsgálatban Bessenyő majort, egy halastavat és egy famalmot is említenek. A hagyomány szerint gyógyforrások is voltak a faluban.
A falu szlovák neve a 18. századtól követhető nyomon a forrásokban.
Vályi András szerint: "ELETSKE. Alaksintze. Elegyes falu Nyitra Vármegyében, birtokosai Sándor, és külömbféle Urak, lakosai katolikusok, fekszik Lakátsihoz nem meszsze, ’s ennek filiája, Nyitrától más fél mértföldnyire, vagyon ugyan helyben fája tűzre, szőlö hegye, legelője elegendő, a’ Galgóczi piatzhoz tsak egy órányira van, malma helyben, és a’ szomszéd helységekben, úgy mint Csáb, Szil, és Astakürtön, van nádgya, és sássa is elég, de mivel földgye réttye második osztálybéli, a’ második Osztályba tétettetett."
Fényes Elek szerint: "Elecske, (Alaxinecz), Nyitra m. tót falu, Nyitrához nyugotra két órányira: 460 kath., 10 evang., 90 zsidó lak., synagógával. Van erdeje és szőlőhegye. F. u. többen. Ut. p. Galgócz."
Nyitra vármegye monográfiája szerint: "Elecske, a járás keleti szélén, Galgócztól és Nyitrától 15-15 kilométernyire, 682 általában tótajku lakossal. Csak egy kis töredék németajku. Vallásuk r. kath., ezenkivül 63 izraelita. Posta-, táviró- és vasúti állomás. A katholikusoknak csak kápolnájuk van, mely 1802-ben épült. Az izraeliták 1863-ban építtették imaházukat. A községet két nagyobb úrilak dísziti. Az egyik Jánossy Rafaelé, a másik, melyet gróf Dezasse Imre építtetett, báró Ambrózy Amália birtokába került és most báró Szalvadóry Ferencz tulajdona. A falut 1862-ben a tűzvész teljesen elhamvasztotta. Földesurai 1364-ben Récsényi Tamás és fiai voltak. Később a Jánossy, Dezasse, Nyulassy, Lellkes és Géczy-családok birták. Jelenleg Jánossy Rafaelnek és br. Szalvadóry Ferencznek van itt nagyobb birtoka."
1898-ban épült a Nyitra-Galgóc vasútvonal, melynek a falu egyik állomása. A trianoni békeszerződésig Nyitra vármegye Galgóci járásához tartozott. 1919-ben Jozef Urczikan volt a bíró.
1942-1953 között árvai betelepülők érkeztek a faluba, kiknek otthonait a víztározó létesítésekor elárasztották. A falu mezőgazdasági jellegű, 1989 után azonban az ágazatot súlyos leépülés jellemezte.

## Népessége
| Év:            | 1994. | 2004.   | 2014.   | 2024.   |
| -------------- | ----- | ------- | ------- | ------- |
| Emberek száma: | 1602  | 1708    | 1682    | 1802    |
| Eltérés:       |       | +6,61 % | -1,52 % | +7,13 % |

| Év:            | 2023. | 2024.   |
| -------------- | ----- | ------- |
| Emberek száma: | 1762  | 1802    |
| Eltérés:       |       | +2,27 % |

1880-ban 645 lakosából 515 szlovák, 72 német, 25 magyar anyanyelvű és 33 csecsemő volt.
1890-ben 682 lakosából 573 szlovák és 28 magyar anyanyelvű volt.
1900-ban 704-en lakták, ebből 549 szlovák és 112 magyar anyanyelvű.
1910-ben 949 lakosából 805 szlovák, 70 magyar, 59 német és 15 egyéb anyanyelvű volt.
1921-ben 979 lakosából 885 csehszlovák és 43 magyar volt.
1930-ban 1082 lakosából 1047 csehszlovák és 18 magyar volt.
1991-ben 1489 lakosából 1475 szlovák és 2 magyar volt.
2001-ben 1664 lakosából 1632 szlovák és 2 magyar volt.
2011-ben 1673-an lakták: 1641 szlovák és 7 magyar.
2021-ben 1699 lakosából 1551 (+3) szlovák, 7 (+2) magyar, 1 (+3) cigány, 10 (+5) egyéb és 130 ismeretlen nemzetiségű volt.

## Nevezetességei

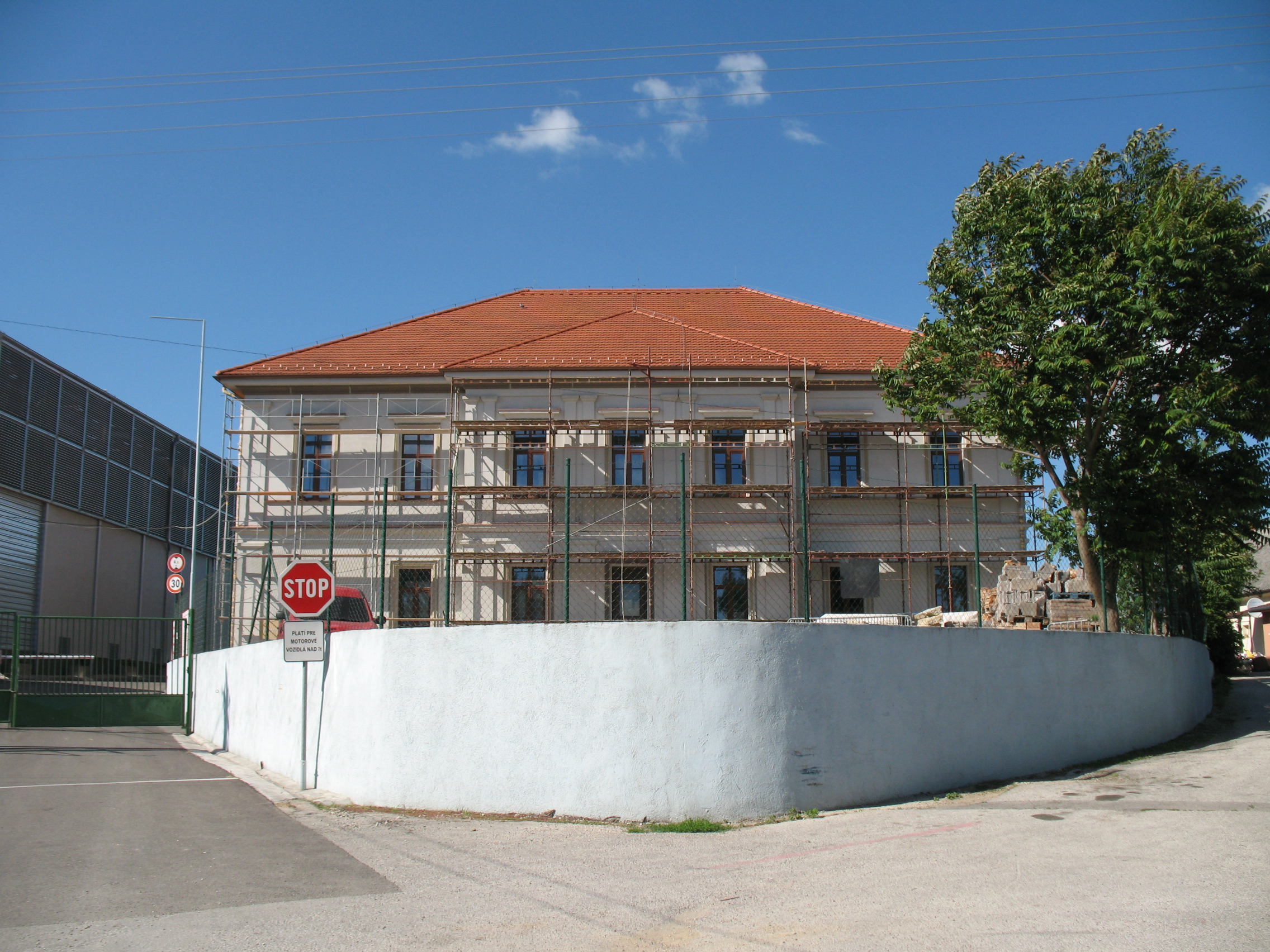
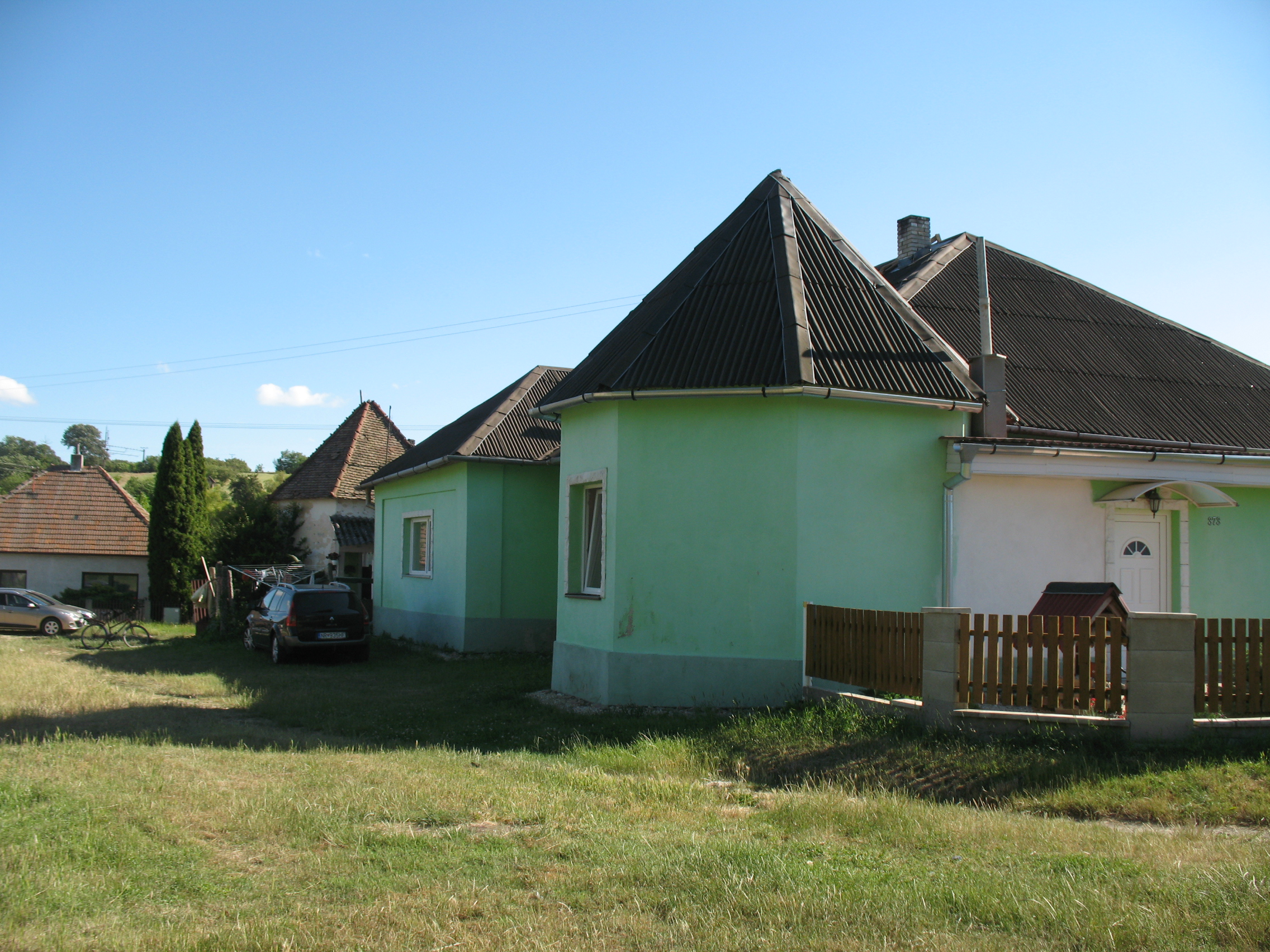
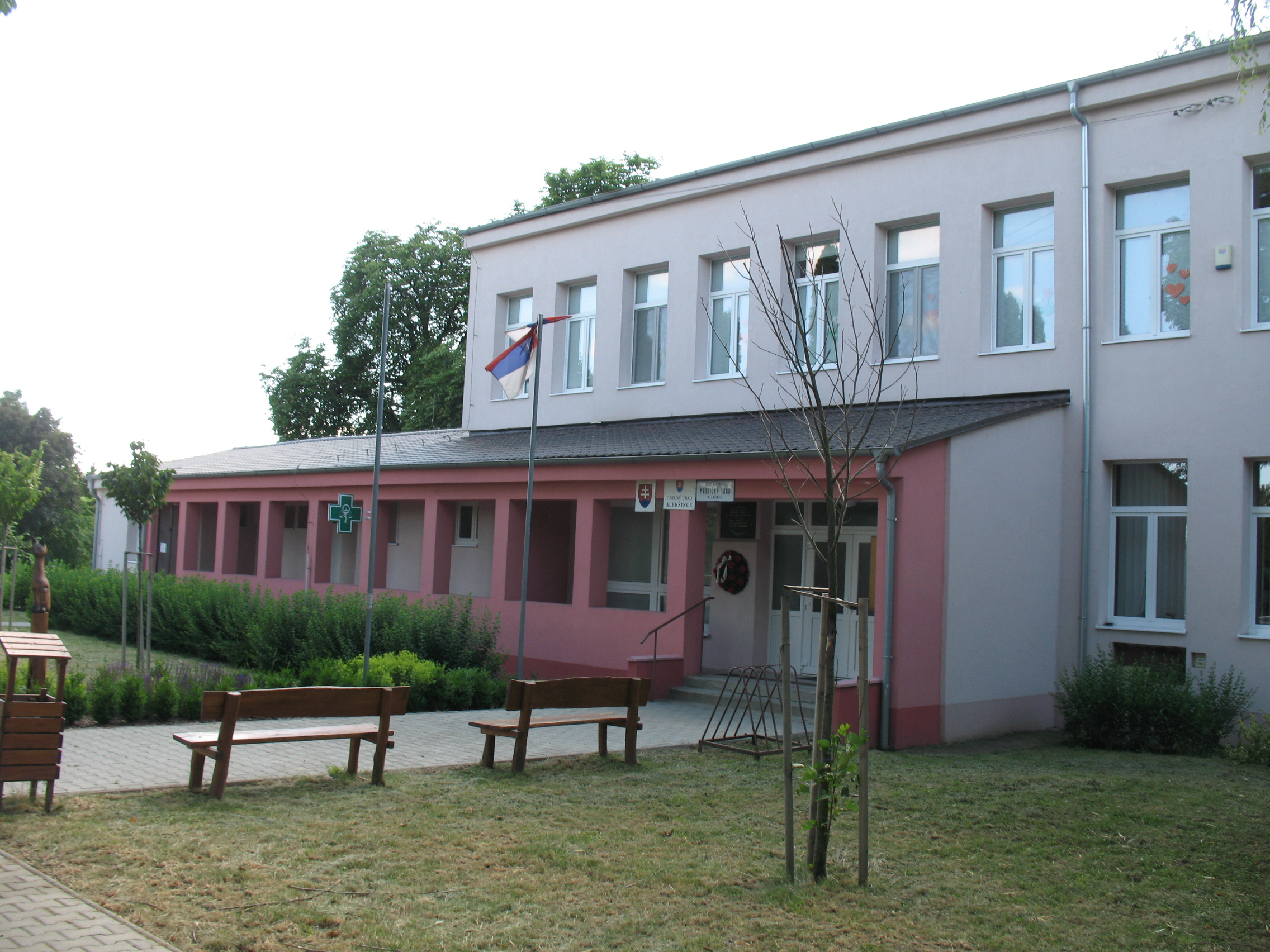

- A 19. század végén két kastély épült Jánossy Rafael és gróf Dezasse Imre birtokán, az utóbbit Dentelbaum József vásárolta meg.
- Az 1740-es években Görögh György és Neppel György kápolna szentelését eszközölték. 1841-ben csak két kis harangja volt. Kriptájában a helyi nemesek (Bacskády, Bartakovics, Sándor) nyugodtak. Ekkor Jánossy Gábor saját költségén felújíttatta. 1939-ben teljesen átépítették a ma álló templomra. A templom felszerelésének egy részét az 1942-ben az árvai víztározó falvaiból kitelepítettek hozták magukkal. 1959-ben ismét felújították.
- A 18. század második feléből származik Nepomuki Szent János szobra.